# Ramiro Mazaeda
Ramiro Mazaeda (ur. 3 marca 1986) – argentyński wioślarz.

## Osiągnięcia
- Mistrzostwa Świata – Poznań 2009 – czwórka podwójna wagi lekkiej – 7. miejsce[1].